# Marjorie Diehl-Armstrong
Marjorie Diehl-Armstrong (Erie, Pensilvania, 26 de febrero de 1949 - Fort Worth, Texas, 4 de abril de 2017) fue una asesina serial reconocida por su rol como autora intelectual del crimen de Brian Wells (Pizza Bomber's case) ocurrido en Erie, Pensilvania, el 28 de agosto de 2003. Tomó conocimiento público luego de que se la hallara responsable de organizar una compleja conspiración que incluyó el secuestro de un repartidor de pizzas y la colocación de un artefacto bomba sobre su cuello con el objeto de robar una filial del banco PNC. Por sus características, el episodio fue señalado como el Major Case número 203 del FBI y Marjorie fue sentenciada a cadena perpetua en 2011, recibiendo la misma condena que uno de sus cómplices, Kenneth Barnes. Diehl Armstrong murió producto de un cáncer que acarreó por años, y en mayo de 2018, Netflix lanzó un documental denominado "Genio del mal" en el que Trey Borzillieri, su narrador, relata los detalles de esta historia y los más de 10 años de contacto que tuvo con la mujer durante el proceso judicial. También fue encontrada culpable de asesinar a dos de sus exparejas, William Roden y Robert Thomas, a la par de haber sido diagnosticada con Trastorno bipolar (TAB).